# Claes Holmström
Claes Holmström, född 29 december 1966 i Stockholm, är en svensk romanförfattare. Han debuterade 1994 med Tredje stenen från solen, en bok som även översattes till danska, norska och tyska. Han har därefter gett ut romanerna Startpistolen (1996) och Grand Slam (2001). Förlaget Ars har aviserat att man kommer att ge ut de tre romanerna i nya upplagor 2024.
Holmström växte upp i Stockholm. Efter gymnasium och värnpliktstjänstgöring hade han kortare ströjobb men försörjde sig främst genom socialbidrag och studielån för universitetsstudier på kulturvetarlinjen. Studierna var, enligt honom själv, främst ett sätt att skaffa pengar. Hans stora intressen var film och rockmusik. Han gjorde demo-inspelningar som han skickade till skivbolag, men utan framgång. I stället började han skriva på den bok som 1994 blev hans debutroman, Tredje stenen från solen.
Tredje stenen från solen beskrevs som den första svenska Generation X-romanen. Titeln är hämtad från en låt av Jimi Hendrix, Third Stone from the Sun. Huvudpersonen Jimmy Hjort har en misslyckad karriär som rockmusiker bakom sig, liksom studier i filmvetenskap. Han driver omkring i Stockholm utan ork eller vilja att göra något meningsfullt, en slacker. Jimmi Hjort har stora likheter med författaren Holmström. ”Jimmi Hjort – det är ju jag alltså. [- - -] Men jag har gjort honom lite mer äventyrlig”, säger Holmström i en intervju.
Författaren ville med Tredje stenen från solen varna för att faran med att mediesamhället tar över verkligheten, att vi överkonsumerar medier. Stilmässigt liknades Holmström vid Bret Easton Ellis och Per Hagman, men där Ellis och Hagman skildrar en överklassmiljö rör sig Holmström på en lägre nivå i samhället. Holmström har också en humor som saknas hos de två andra.
Jimmi Hjort finns med som en bifigur i Startpistolen (1996), men får där stå tillbaka för den mer förslagne åttiotalsmänniskan Robert Englund – komplett med "Penny"-loafers och Heta linjen-uppringningar. Huvudpersonen försörjer sig på att fånga och sälja tonårsflickor till slavarbete i Asien. Politiska och sociala företeelser och händelser tangeras ofta. Englund dras in i den politiska malström som till slut smular sönder populistpartiet Ny demokrati.
Jimmi Hjort får större utrymme i Grand slam (2001). Jimmy har flytt från Stockholm och en kaotisk rockkarriär och driver runt i världen. Hans väg korsas gång på gång av tennisspelaren Gigi Perez och hennes fästman Wim. Det är tre människor med psykotiska drag och som saknar förmåga att relatera till andra människor.
Holmströms böcker innehåller många referenser till film, idrott (triathlon i Startpistolen, tennis i Grand slam) och rockmusik. Samtida ansikten och miljöer från Stockholms dag- och nattliv bidrar till tidskolorit. Böckerna splittrade kritikerkåren. Några recensenter berömde tidsandan och humorn, andra var mer negativa.